# Roc del Majol
El Roc del Majol és una muntanya de 1.277 metres que es troba entre els municipis d'Alàs i Cerc i de Cava, a la comarca de l'Alt Urgell.